# Ceratomantis kimberlae
Ceratomantis kimberlae är en bönsyrseart som beskrevs av Henry Knute Svenson 2007. Ceratomantis kimberlae ingår i släktet Ceratomantis och familjen Hymenopodidae. Inga underarter finns listade i Catalogue of Life.